# Moreau-Denkmal

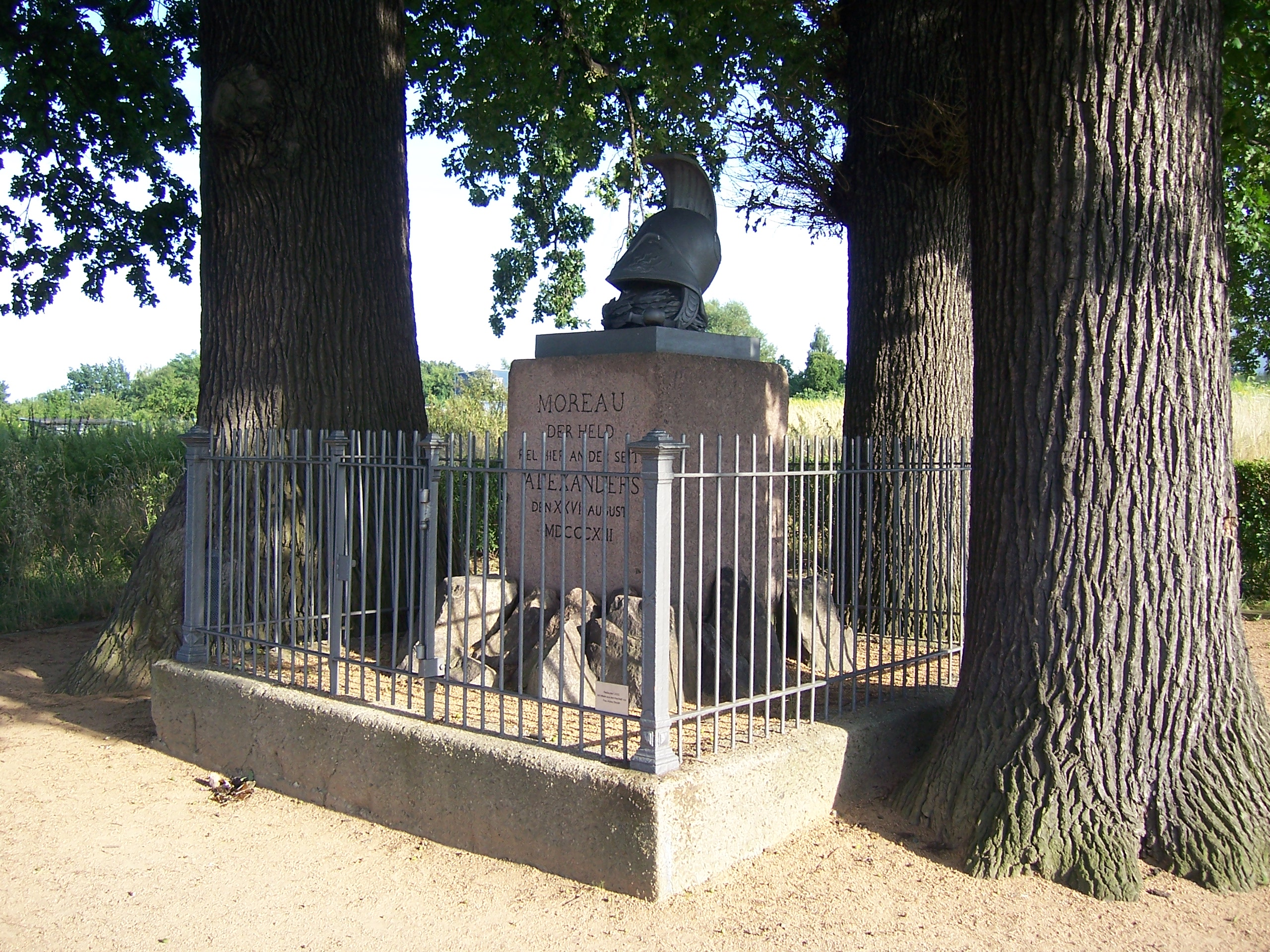
Moreau-Denkmal in Dresden

Das Moreau-Denkmal (geschrieben auch Moreaudenkmal, auf alten Karten auch als Moreaus Monument bezeichnet) ist ein klassizistisches Denkmal für den französischen General Jean-Victor Moreau (1763–1813) in Dresden-Räcknitz, der ein Gegner und Rivale Napoleon Bonapartes war. Während der Schlacht bei Dresden 1813, an der er auf russischer Seite teilnahm, wurden ihm an der Stelle, an der das Denkmal heute steht, beide Beine zerschmettert. An der Folge dieser Verwundung verstarb er. Das schlichte Denkmal wurde 1814 nach einem Entwurf von Gottlob Friedrich Thormeyer durch Christian Gottlieb Kühn geschaffen.

## Geschichte
Der von Napoleon 1804 wegen einer angeblichen Verschwörung verstoßene General Jean-Victor Moreau wechselte nach mehrjähriger Verbannung die Seite und ging in russische Dienste. Er wurde von Alexander I. zu seinem Generaladjutanten ernannt. Gegen den Rat Moreaus erfolgte in den Befreiungskriegen Ende August 1813 der Angriff auf Dresden. Als Moreau während der Schlacht bei Dresden am 27. August 1813 auf der (heutigen) Räcknitzhöhe südlich der Stadt mit dem Zaren sprach, zerschmetterte ihm eine Kanonenkugel beide Beine. Trotz sofortiger medizinischer Versorgung (Amputation beider Beine durch den Leibarzt des Zaren, James Wylie) im Palitzsch-Gut in Kleinpestitz verstarb Moreau wenige Tage später im böhmischen Laun am 2. September 1813 an den Folgen seiner Verwundung. Sein Körper wurde nach Sankt Petersburg überführt und dort beigesetzt, wohingegen sein Herz in Paris bestattet wurde.
Auf Grund seiner Stellung wurde während der anschließenden russischen Besetzung Dresdens von General Fürst Repnin-Wolkonski verfügt, auf der Höhe von Räcknitz in Dresden – das Gebiet gehörte als Stadtgut stets zur Stadt Dresden, erst im 20. Jahrhundert wurde es der Gemarkung Räcknitz zugeordnet – ein Denkmal für Moreau zu errichten. Er beauftragte damit Gottlob Friedrich Thormeyer, der jedoch nur den Entwurf lieferte, so dass Christian Gottlieb Kühn diesen bildhauerisch umsetzte.

## Beschreibung
Thormeyers ausgeführter Entwurf ist ikonographisch zurückhaltend: Auf einem Syenitblock mit einer quadratischen Eisenplatte wurden ein griechischer Raupenhelm, ein Schwert und ein Lorbeerkranz aus Eisenguss, ausgeführt von der sächsischen Kunst- und Glockengießerei Lauchhammer, angeordnet. An der Vorderseite des Syenitblocks wurde die Inschrift angebracht: Moreau / Der Held / fiel hier an der Seite / Alexanders / den XXVII August / MDCCCXIII. Der Block wurde mit Bruchsteinen umsäumt. Das Areal wurde eingezäunt und drei Eichen zu Ehren der drei Verbündeten gepflanzt, die inzwischen zu den ältesten Gedenkbäumen in Dresden gehören. Am 4. November 1814 wurden im Rahmen einer kleinen Gedenkfeier die amputierten Beine Moreaus in einer Urne unter dem Denkmal beigesetzt.
Das Monument stellt eines der wenigen künstlerischen Zeugnisse des Klassizismus in Dresden dar und wurde mehrfach erneuert: An der Umzäunung des Denkmals erinnert eine kleine Plakette daran, dass das Denkmal im Jahr 2002 mit Mitteln aus dem Nachlass von Frau Aloisa Sterath restauriert wurde.

## Rezeption
Der ikonographische Typus des Denkmals wurde 1822 beim Hauptmann-Hirsch-Denkmal in Dresden wiederholt und ist auch bei einem Denkmal für Karl Christian Erdmann von Le Coq in Brig (Schweiz) aus dem Jahr 1830 zu finden.
Anders als andere Denkmale blieb das Moreau-Denkmal von den Schrottsammelaktionen der 1950er-Jahre in der DDR verschont. Eingezeichnet auf Stadtplänen der Stadt Dresden in den 1970er- und 1980er-Jahren kam es für Ortsfremde bei Besichtigungen häufig zur Verwechslung mit der 150 Meter davon entfernten Bismarcksäule, die in den Dresdner Stadtplänen dieser Zeit ignoriert wurde.